# ریسیپره
ریسیپره (به لاتین: Riisipere) یک منطقهٔ مسکونی در استونی است که در دهستان سائو واقع شده‌است. ریسیپره ۱٬۰۵۱ نفر جمعیت دارد.

## نگارخانه
- Riisipere manor house
- کلیسا نیسی
- ساختمان ایستگاه راه‌آهن
- Water tower in railway station